# ShinMaywa PS-1
Lo ShinMaywa PS-1 e US-1A (新明和 PS-1, US-1A) sono aerei militari sviluppati dall'azienda aeronautica giapponese ShinMaywa negli anni sessanta.
Velivoli di grandi dimensioni con caratteristiche STOL, il primo operante solo dalla superficie acquatica (idrovolante) e il secondo anfibio progettati rispettivamente per la lotta antisommergibile (ASW) e ricerca e soccorso (SAR). Il PS-1 è un idrovolante, vennero adottati dalla Kaijō Jieitai, la componente marittima delle Jieitai (Forze di autodifesa giapponesi).

## Storia del progetto

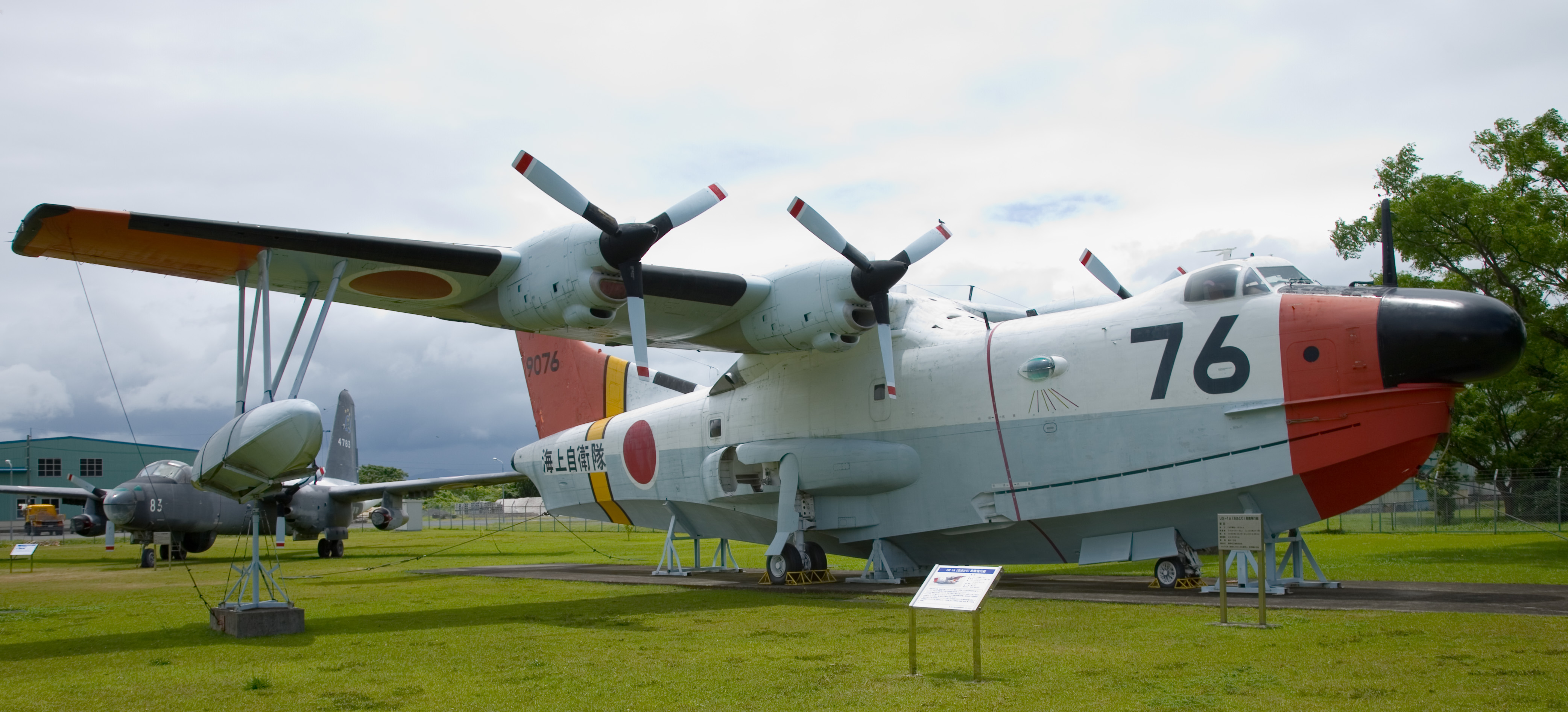
Lo ShinMaywa US-1A esposto al Kanoya Museum, Giappone.

Nel 1960, ShinMaywa (poi Shin Meiwa) sviluppò un prototipo di idrovolante, lo UF-XS dotato di un nuovo sistema di controllo che gli forniva le prestazioni STOL. La compagnia costruì anche per la prima volta sin dalla sua esperienza di guerra (come Kawanishi) per perfezionare lo scafo del Grumman HU-16 Albatross su cui l'aereo era basato. Nel 1966, la Kaijō Jieitai aggiudicò alla compagnia un contratto per sviluppare le idee dell'aereo di pattugliamento anti-som. Due prototipi vennero costruiti sotto la designazione PS-X e i voli di test iniziarono il 5 ottobre 1967, che portò alla produzione sotto la designazione PS-1 nel 1969.
Oltre al sistema di controllo dello strato limite (alimentato da una turbina a gas montata nella fusoliera), l'aereo ha avuto altre caratteristiche innovative, incluso un sistema per ridurre gli schizzi durante gli ammaraggi, e il dirottamento dei gas di scarico dei quattro motori a turboelica sopra le ali per aumentare la portanza. Tra il 1971 e il 1978, la Kaijō Jieitai ordinò 21 di questi aerei, che operarono fino al 1989 quando furono rimpiazzati dai Lockheed P-3 Orion. La piccola produzione determinò un elevato costo per unità di questo aereo, ed il programma fu politicamente controverso.
Il PS-1 non entrò in servizio poiché la Kaijō Jieitai richiese lo sviluppo di una variante per ricerca e salvataggio. L'eliminazione dell'equipaggiamento militare del PS-1 consentì una maggiore capacità di carburante, un carrello d'atterraggio retrattile, e strumentazione per il soccorso. La nuova variante, US-1A, poteva essere convertita per trasportare truppe. Il primo volo lo fece il 15 ottobre 1974, e venne accettato in servizio l'anno seguente, ed infine vennero acquistati 19 aerei. Dal settimo esemplare in poi, montava una versione migliorata del motore originale, ma ogni aereo venne modificato per lo standard US-1A. La prima missione di salvataggio fu di una nave greca nel 1976. Tra quell'anno e il 1999, lo US-1A è stato usato in oltre 500 salvataggi, salvando 550 vite.
Quando la flotta degli US-1A cominciò a mostrare l'età, la Kaijō Jieitai tentò di ottenere i fondi per un rimpiazzo negli anni 90, ma non ottenne abbastanza denaro per poter sviluppare un nuovo aereo. Pertanto, nel 1995, ShinMaywa iniziò i piani per una versione migliorata del US-1A, l'US-1A kai (US-1A 改 - "US-1A migliorato"). Questo aereo presentava numerosi miglioramenti aerodinamici, uno scafo pressurizzato e più potenti motori Rolls-Royce AE 2100. I test di volo iniziarono l'8 dicembre 2003. La Kaijō Jieitai fece un acquisto di 14 di questi aerei, per entrare in servizio attorno al 2007 come ShinMaywa US-2.

## Utilizzatori
Giappone
- Kaijō Jieitai

25 PS-1 consegnati a partire dal 1970, 20 dei quali furono trasformati in US-1 (precisamente 6 US-1 e 14 US-1A). All'aprile 2018 risultano tutti radiati.